# Phynta de Mende
Phynta de Mende a fost un nobil din Regatul Ungariei. În 1324, din ordinul regelui Carol Robert de Anjou, De Mende conduce o campanie împotriva tătarilor de dincolo de munți, care atacau Transilvania. În drumul lui, De Mende îl întâlnește pe voievodul local Costea.